# Rebellion (miniserial)
Rebellion este un serial de televiziune irlandez în genul dramă istorică realizat în 2016, scris și creat de Colin Teevan pentru RTÉ. Serialul este o dramatizare a evenimentelor din jurul Rebeliunii de Paști din 1916. Povestea este povestită prin prisma unui grup de personaje fictive care trăiesc prin evenimentele politice. Serialul a fost produsă pentru a comemora 100 de ani de la Rebeliunea de Paști. Din distribuția serialului fac parte Charlie Murphy, Ruth Bradley⁠(d), Sarah Greene⁠(d), Brian Gleeson⁠(d), Niamh Cusack⁠(d), Michelle Fairley⁠(d) și Ian McElhinney⁠(d).
În mai 2015, RTÉ a anunțat că va produce o dramă istorică pentru a comemora aniversarea centenară a Rebeliunii din 1916. Filmările au avut loc la Dublin la jumătatea anului 2015. Cu un buget de 6 milioane de euro, a devenit cea mai scumpă dramă care a fost produsă vreodată de RTÉ. A fost co-produs de Autoritatea de Radiodifuziune din Irlanda și SundanceTV, în asociere cu Zodiak Media Ireland, Element Pictures și Touchpaper Television.
Serialul a avut primul episod difuzat pe 3 ianuarie 2016 pe RTÉ One⁠(d) și ultimul pe 31 ianuarie 2016. Serialul a primit recenzii mixte de la criticii de televiziune, care au lăudat distribuția și producția, dar complotul, scenariul și regia au atras critici. Au fost evidențiate multe inexactități istorice. Primul episod a atras o audiență puternică de 619.000 de spectatori. Cu toate acestea, spectatorii au scăzut constant, finalul adunând în medie 463.300 de spectatori.
Serialul a fost urmat de o miniserie de cinci părți, Resistance care a dramatizat evenimentele din jurul Războiului Irlandez de Independență.

## Subiect
Rebellion înfățișează personaje fictive din Dublin în timpul Rebeliunii din 1916. [1] Drama comemorativă începe odată cu izbucnirea Primului Război Mondial. Pe măsură ce așteptările pentru o scurtă și glorioasă campanie sunt înlăturate, stabilitatea socială este erodată, iar naționalismul irlandez este în prim plan. Evenimentele tumultuoase care urmează sunt văzute prin ochii unui grup de prieteni din Dublin, Belfast și Londra, aceștia jucând roluri vitale și conflictuale în narațiunea independenței Irlandei.

## Distribuție
- Brian Gleeson⁠(d) în rolul Jimmy Mahon
- Charlie Murphy în rolul Elizabeth Butler
- Ruth Bradley⁠(d) în rolul Frances O'Flaherty
- Sarah Greene în rolul May Lacy
- Michelle Fairley⁠(d) în rolul Dolly Butler
- Ian McElhinney⁠(d) în rolul Edward Butler
- Michael Ford-FitzGerald în rolul Harry Butler
- Paul Reid în rolul Stephen Duffy Lyons
- Barry Ward⁠(d) în rolul Arthur Mahon
- Lydia McGuinness în rolul Peggy Mahon
- Jordanne Jones⁠(d) în rolul Minnie Mahon
- Jason Cullen în rolul Peter Mahon
- Jaeylynne Wallace Ruane în rolul Sadie Mahon
- Millie Donnelly în rolul Gracie Mahon
- Tom Turner în rolul Charles Hammond
- Perdita Weeks⁠(d) în rolul Vanessa Hammond
- Andrew Simpson în rolul George Wilson
- Sophie Robinson în rolul Ingrid Webster
- Barry Keoghan în rolul Cormac McDevitt
- Brian McCardie⁠(d) în rolul James Connolly⁠(d)
- Marcus Lamb în rolul Patrick Pearse
- Sebastian Thommen în rolul Michael Collins
- Lalor Roddy în rolul Thomas Clarke
- Sean Fox în rolul Sean McDermott

## Lista episoadelor
| Nr. | Titlu           | Data difuzării   |
| --- | --------------- | ---------------- |
| 1 |                 | 3 ianuarie 2016  |
| Pe măsură ce naționaliștii irlandezi complotează să răstoarne stăpânirea britanică, prietenii May, Frances și Elizabeth urmează căi separate pentru a-și face treaba. |                 |                  |
| 2 | „To Arms”       | 10 ianuarie 2016 |
| În a doua zi de Paște, câteva sute de rebeli își lansează atacul, luând prin surprindere autoritățile și locuitorii Dublinului. Prietenii se trezesc împotriva prietenilor și frații împotriva fraților în timp ce răzvrătirea se află în desfășurare.                                                                               |                 |                  |
| 3 | „Under Siege”   | 17 ianuarie 2016 |
| După trei zile de asediu, rebelii caută recunoașterea internațională a independenței irlandeze, dar forțele britanice se apropie de înăbușirea rebeliunii. Elizabeth, Frances și Jimmy sunt surprinși în acțiunea de la GPO. Între timp, tragedia lovește familia Mahon în timp ce fiul lor cel mai mic Peter este împușcat și ucis. |                 |                  |
| 4 | „Surrender”     | 24 ianuarie 2016 |
| În fața unor întăriri copleșitoare britanice, rebelii se predau. Urmează scurte procese ale curții marțiale și execuții rapide. |                 |                  |
| 5 | „The Reckoning” | 31 ianuarie 2016 |
| Pe măsură ce ecoul în urma rebeliunii se stinge, Elizabeth și Frances se confruntă cu consecințele acțiunilor lor. |                 |                  |